# Lycée Bernard-Palissy d'Agen
 (mai 2014).
Le lycée Bernard-Palissy d'Agen, ou lycée Palissy, est un lycée général d'État situé à Agen en Lot-et-Garonne en France.
C'est un établissement d'enseignement secondaire général qui dépend de l'académie de Bordeaux. Il succède à l'ancien collège d'Agen fondé par la ville en 1581 et supprimé en 1790.

## Histoire

### Établissement
Le lycée impérial d'Agen prend après la Révolution française la suite du Collège de plein exercice d'Agen dont la fondation remonte à 1581.

### Bâtiment
Les bâtiments actuels sont construits par la ville d'Agen grâce à un emprunt de 440 millions de francs. Ils sont construits sur un tertre afin d'être à l'abri des crues. La première pierre est posée en 1883 par le président Sadi Carnot. Il est inauguré en 1893.
Les bâtiments sont transformés en hôpital militaire lors de la Première Guerre mondiale et pendant la Seconde.

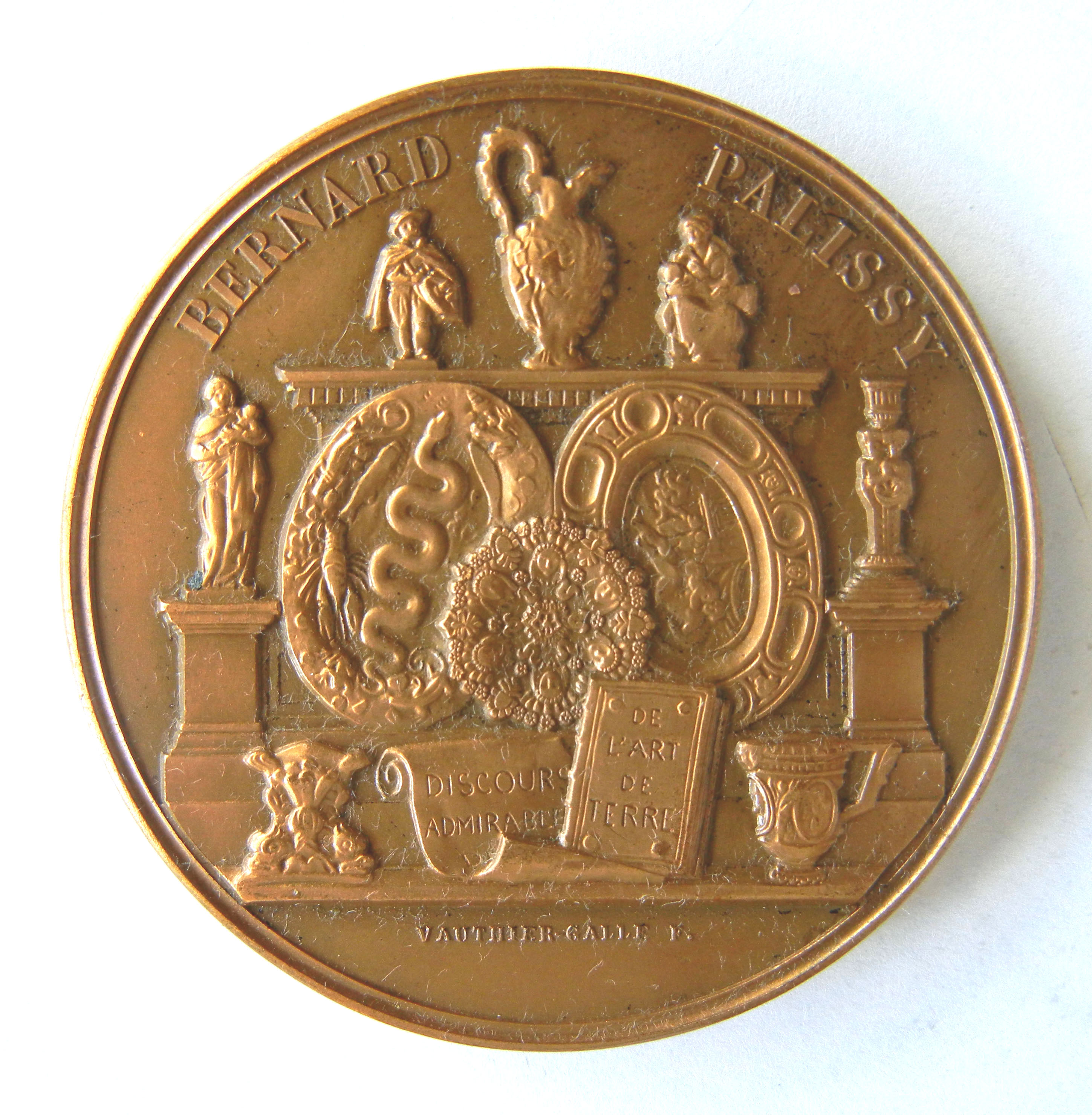
Médaille du lycée Bernard-Palissy d'Agen, centenaire de l'association des anciens élèves (1880 - 1980). Graveur : André Vauthier-Galle (1818-1899), recto.
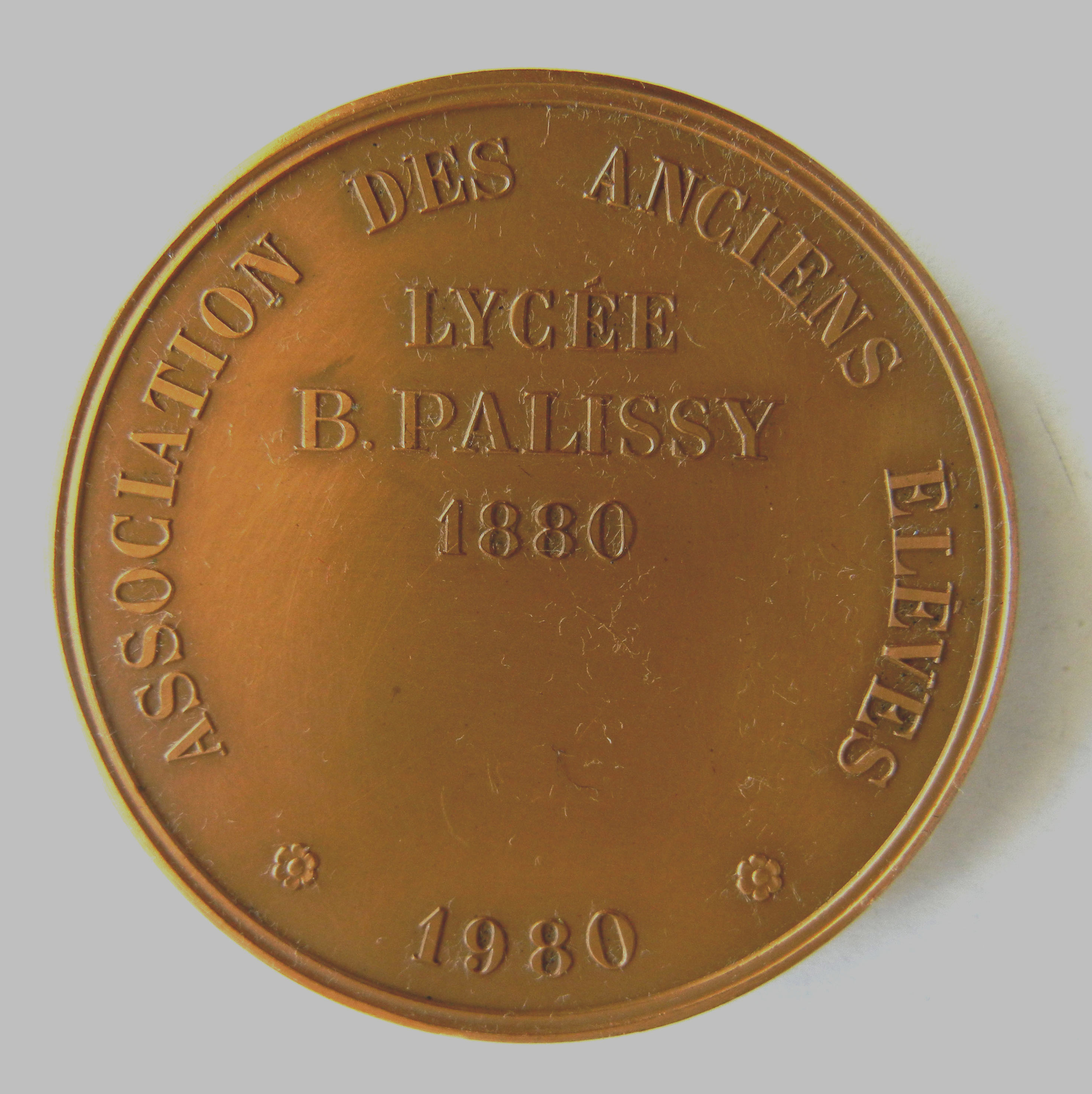
Médaille du lycée Bernard-Palissy d'Agen, centenaire de l'association des anciens élèves (1880 - 1980). Graveur : André Vauthier-Galle (1818-1899), verso.

## Classement du Lycée
En 2018, le lycée se classe 4e sur 10 au niveau départemental quant à la qualité d'enseignement, et 987e sur 2277 au niveau national. Le classement s'établit sur trois critères : le taux de réussite au bac, la proportion d'élèves de première qui obtient le baccalauréat en ayant fait les deux dernières années de leur scolarité dans l'établissement, et la valeur ajoutée (calculée à partir de l'origine sociale des élèves, de leur âge et de leurs résultats au diplôme national du brevet).

## Personnalités liées au lycée

### Anciens élèves
- Alain Aspect
- Alain Beyneix
- Claude Cabanes
- Francis Cabrel
- Henri Caillavet
- Luigi Comencini
- Pierre Desgraupes
- Jean Dionis du Séjour
- Michel Fau
- Christian Fechner
- Bernard Lapasset
- Thomas Portes[4]
- Gabriel Roques
- Jacques Sadoul
- Louis Sailhan
- Béatrice Uria-Monzon

### Professeurs
- Léon Boutry (1880-1915), professeur d'histoire et géographie en 1904-1905.
- Maurice Luxembourg[5].

### Surveillants
- Francis Carco, écrivain et poète.
- Tristan Derème, poète.
- Robert de la Vaissière, écrivain, membre de l'école fantaisiste.

## Statue
En 1883, une réplique de la statue Gloria Victis, œuvre d'Antonin Mercié dont l'exemplaire original se trouve à Paris, est inauguré afin de rendre hommage aux morts de la guerre franco-allemande de 1870. Elle est élevée à l'initiative de l'Association des anciens élèves dans la cour du collège des garçons d'Agen, alors situé dans les locaux de l'actuel collège Joseph-Chaumié. Le lycée Bernard-Palissy est construit de 1888 à 1893 et la statue, une réduction en bronze de 1,70 m de l'œuvre originale, est déplacée dans ses jardins, près du boulevard de la Liberté. Sur son piédestal est inscrit : « À nos camarades morts en combattant - 1870-1871 » et le nom des anciens élèves tombés, par exemple celui d'Edmond Lagarde, bachelier ès lettres de 18 ans et engagé volontaire. Elle échappe à la fonte sous le régime de Vichy du fait de son statut de monument aux morts. En 2008, elle disparaît ; le lycée porte plainte pour vol. En 2018, le président de l'Association des anciens élèves de Palissy propose de réaliser une nouvelle statue, le lycée possédant toujours son moule ou envisageant d'en réaliser un sur un autre exemplaire exposé à Bordeaux.